# 广州商学院
广州商学院（英語：Guangzhou College of Commerce），是中国广州市一所民办本科院校。广州商学院是广州康大工业科技产业有限公司在1997年投资举办的。其前身是华南师范大学增城学院，也是广东省第一所从独立学院新机制二级学院、全国第一批独立学院。
截至2017年6月，学校校园占地面积1000亩左右，总建筑面积达36万平方米，建成8个实验实训教学中心，教学仪器设备总值7000多万元，纸质图书和电子图书近200万册；开设29个本科专业；有全日制在校本科生16000多人。